# Ràdio i Televisió d'Andorra

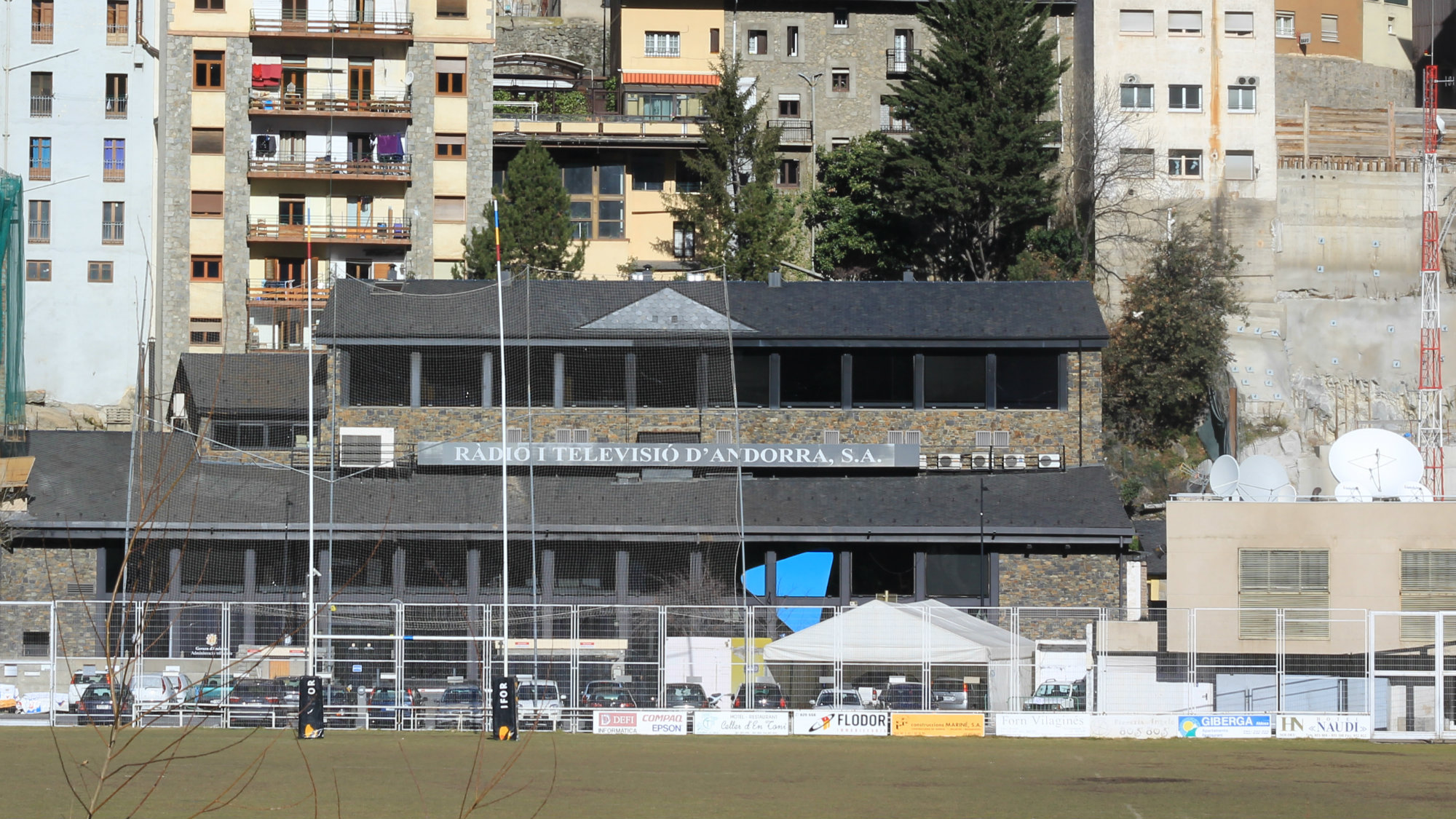
Het gebouw van RTVA in Andorra la Vella

Ràdio i Televisió d'Andorra (RTVA) is de overkoepelende organisatie van de Andorrese staatsomroep waar de publieke televisiezender en -radiokanalen in zijn ondergebracht. Het bedrijf is opgericht in 1989, de eerste radio-uitzending vond plaats in 1990 en de eerste televisie-uitzending in 1995. De voertaal op alle kanalen van het bedrijf is Catalaans. De Andorrese omroep is lid van EBU-EUR.

## Geschiedenis

### Radio Andorra
In de jaren 30 van de twintigste eeuw geeft het parlement van Andorra een concessie uit voor een radiozender die op het gehele grondgebied van het prinsdom uit moet gaan zenden. Radio Andorra ziet het licht, een zender die emblematisch wordt, ver buiten het land te ontvangen is en het land voor het eerst internationaal op de kaart zet, met name door de woorden Aquí, Radio Andorra.
Door een neutrale positie in te nemen tijdens de Tweede Wereldoorlog komt de zender op gespannen voet te staan met de opeenvolgende Franse regeringen, die er alles aan doen om de zender het zwijgen op te leggen, hetgeen vanaf 1961 leidt tot een lange periode van verval. In 1981 loopt de concessie af en besluit het prinsdom deze niet te verlengen.

### ORTA
In 1989 besluit het parlement echter opnieuw tot het oprichten van een omroep, een staatsomroep deze keer, omdat dat een onontbeerlijke openbare dienstverlening blijkt. Het Organisme de Ràdio i Televisió d'Andorra (ORTA) wordt opgericht. In december 1990 gaat voor het eerst de Ràdio Nacional d'Andorra (RNA) de lucht in, gevolgd in 1995 door het televisiestation Andorra Televisió (ATV).
In het begin wordt de productie van programma's uitbesteed aan een privé-bedrijf in het prinsdom zelf, maar vanaf 1997 neemt de ORTA zelf de volledige verantwoordelijkheid voor de programmering. Van begin af aan wordt voor het uitzenden zelf gebruikgemaakt van de faciliteiten van de Servei de Telecomunicacions d'Andorra, het staatsbedrijf voor telecommunicatie dat in bezit is van alle hoge frequentie zendinstallaties van het land. Aan het begin van de nieuwe eeuw schakelt het bedrijf over op digitenne dat vandaag de dag in praktisch het gehele land werkzaam is. Desalniettemin blijft het analoge signaal voorlopig nog te ontvangen.

### RTVA

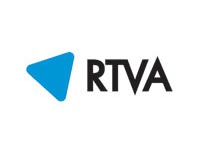
Logo RTVA 2000 - 2013

Op 13 april 2000 wordt de ORTA opgeheven op plaats te maken voor het huidige openbare bedrijf Ràdio i Televisió d'Andorra (RTVA). Dezelfde wet die dat bedrijf opricht, voorziet ook in een Andorrese Audiovisuele Raad, een raadgevend orgaan van de Andorrese regering en het bestuur van RTVA. Bovendien verplicht die wet het parlement te waarborgen dat RTVA zich houdt aan de basisprincipes die door die wet voor worden geschreven. Dat zijn principes als respect voor de grondwet, objectiviteit in verslaggeving, pluralisme, respect voor de intimiteit, promotie van taal en cultuur.
Sinds 2003 is de omroep lid van de EBU-EUR en mocht daardoor meedoen aan het Eurovisiesongfestival vanaf 2004. Dit zou het blijven doen tot in 2009, toen er om budgettaire redenen gestopt moest worden met de deelname.

## Media
RTVA beschikt over één televisiekanaal en twee radiozenders.

### ATV
De televisiezender Andorra Televisió (ATV) doet voornamelijk aan informatievoorziening en zendt daarnaast een aantal entertainmentprogramma's uit. De zender heeft voor overdag een eigen kinderprogramma ontwikkeld, deels van eigen makelij, deels met kinderprogramma's ingekocht bij Catalaanse zenders.

### Radio
De twee radiozenders zijn Andorra Música, dat zich toelegt op muziek zoals de naam al zegt, en Ràdio Nacional d'Andorra (RNA). Deze laatste zender richt zich voornamelijk op informatievoorziening. Deze zender heeft het programma Estira la llengua ontwikkeld, dat op informele wijze alles omtrent de Catalaanse taal tracht te behandelen. Dit programma is zo succesvol dat het inmiddels op meer dan 20 radiozenders verspreid over alle Catalaanse landen te beluisteren is op de maandagavond.